# Simning vid världsmästerskapen i simsport 2022 – Herrarnas 200 meter ryggsim
Herrarnas 200 meter ryggsim vid världsmästerskapen i simsport 2022 avgjordes mellan den 22 och 23 juni 2022 i Donau Arena i Budapest i Ungern.
Amerikanska Ryan Murphy tog guld efter ett lopp på 1 minut och 54,52 sekunder. Silvret togs av brittiska Luke Greenbank och bronset togs av amerikanska Shaine Casas.

## Rekord
Inför tävlingens start fanns följande världs- och mästerskapsrekord:
|                   | Namn          | Nation | Tid     | Ort          | Datum        |
| ----------------- | ------------- | ------ | ------- | ------------ | ------------ |
| Världsrekord      | Aaron Peirsol | USA    | 1.51,92 | Rom, Italien | 31 juli 2009 |
| Mästerskapsrekord | Aaron Peirsol | USA    | 1.51,92 | Rom, Italien | 31 juli 2009 |

## Resultat

### Försöksheat
Försöksheaten startade den 22 juni klockan 09:20.
| Placering | Heat | Bana | Namn                        | Nationalitet   | Tid     | Noteringar |
| --------- | ---- | ---- | --------------------------- | -------------- | ------- | ---------- |
| 1         | 4    | 5    | Shaine Casas                | USA            | 1.56,66 | 0Q0        |
| 2         | 4    | 6    | Joshua Edwards-Smith        | Australien     | 1.56,85 | 0Q0        |
| 3         | 4    | 4    | Ryan Murphy                 | USA            | 1.56,96 | 0Q0        |
| 4         | 3    | 2    | Brodie Williams             | Storbritannien | 1.57,09 | 0Q0        |
| 5         | 3    | 6    | Mewen Tomac                 | Frankrike      | 1.57,21 | 0Q0        |
| 6         | 2    | 4    | Luke Greenbank              | Storbritannien | 1.57,33 | 0Q0        |
| 7         | 2    | 5    | Ádám Telegdy                | Ungern         | 1.57,82 | 0Q0        |
| 8         | 4    | 7    | Benedek Kovács              | Ungern         | 1.57,88 | 0Q0        |
| 9         | 2    | 6    | Lee Ju-ho                   | Sydkorea       | 1.57,89 | 0Q0        |
| 10        | 3    | 5    | Yohann Ndoye Brouard        | Frankrike      | 1.58,10 | 0Q0        |
| 11        | 3    | 4    | Mitch Larkin                | Australien     | 1.58,58 | 0Q0        |
| 12        | 4    | 3    | Roman Mityukov              | Schweiz        | 1.58,61 | 0Q0        |
| 13        | 2    | 3    | Jan Čejka                   | Tjeckien       | 1.58,65 | 0Q0        |
| 14        | 3    | 7    | Evangelos Makrygiannis      | Grekland       | 1.59,25 | 0Q0        |
| 15        | 2    | 2    | Hugo González               | Spanien        | 1.59,61 | 0Q0        |
| 16        | 3    | 1    | Yeziel Morales              | Puerto Rico    | 1.59,77 | 0Q0        |
| 17        | 4    | 1    | Richie Stokes               | Kanada         | 1.59,86 |            |
| 18        | 2    | 1    | Erikas Grigaitis            | Litauen        | 1.59,92 |            |
| 19        | 3    | 8    | Omar Pinzón                 | Colombia       | 2.00,62 |            |
| 20        | 3    | 3    | Radosław Kawęcki            | Polen          | 2.00,69 |            |
| 21        | 2    | 7    | Michele Lamberti            | Italien        | 2.00,92 |            |
| 22        | 2    | 8    | Ziyad Ahmed                 | Sudan          | 2.01,05 | 0NR0       |
| 23        | 4    | 2    | Oleksandr Zjeltjakov        | Ukraina        | 2.02,69 |            |
| 24        | 4    | 8    | Khiew Hoe Yean              | Malaysia       | 2.03,12 |            |
| 25        | 2    | 0    | Armin Lelle                 | Estland        | 2.03,58 |            |
| 26        | 4    | 9    | Mohamed Mohamady            | Egypten        | 2.03,84 |            |
| 27        | 3    | 0    | Farrel Tangkas              | Indonesien     | 2.04,84 |            |
| 28        | 4    | 0    | Patrick Groters             | Aruba          | 2.05,90 |            |
| 29        | 1    | 4    | Ratthawit Thammananthachote | Thailand       | 2.07,12 |            |
| 30        | 1    | 5    | Elías Ardiles               | Chile          | 2.07,92 |            |
| 31        | 1    | 3    | Ali Al-Essa                 | Saudiarabien   | 2.15,66 |            |

### Semifinaler
Semifinalerna startade den 22 juni klockan 19:36.
| Placering | Heat | Bana | Namn                   | Nationalitet   | Tid     | Noteringar |
| --------- | ---- | ---- | ---------------------- | -------------- | ------- | ---------- |
| 1         | 2    | 5    | Ryan Murphy            | USA            | 1.55,43 | 0Q0        |
| 2         | 1    | 5    | Brodie Williams        | Storbritannien | 1.56,17 | 0Q0        |
| 3         | 1    | 3    | Luke Greenbank         | Storbritannien | 1.56,42 | 0Q0        |
| 4         | 2    | 3    | Mewen Tomac            | Frankrike      | 1.56,52 | 0Q0        |
| 5         | 2    | 6    | Ádám Telegdy           | Ungern         | 1.56,80 | 0Q0        |
| 6         | 2    | 4    | Shaine Casas           | USA            | 1.56,90 | 0Q0        |
| 7         | 1    | 7    | Roman Mityukov         | Schweiz        | 1.57,08 | 0Q0        |
| 8         | 1    | 6    | Benedek Kovács         | Ungern         | 1.57,12 | 0Q0        |
| 9         | 2    | 7    | Mitch Larkin           | Australien     | 1.57,36 |            |
| 10        | 1    | 2    | Yohann Ndoye Brouard   | Frankrike      | 1.57,38 |            |
| 11        | 1    | 4    | Joshua Edwards-Smith   | Australien     | 1.57,52 |            |
| 12        | 2    | 2    | Lee Ju-ho              | Sydkorea       | 1.57,55 |            |
| 13        | 2    | 8    | Hugo González          | Spanien        | 1.59,05 |            |
| 14        | 2    | 1    | Jan Čejka              | Tjeckien       | 1.59,28 |            |
| 15        | 1    | 1    | Evangelos Makrygiannis | Grekland       | 1.59,72 |            |
| 16        | 1    | 8    | Yeziel Morales         | Puerto Rico    | 2.01,47 |            |

### Final
Finalen startade den 23 juni klockan 19:01.
| Placering | Bana | Namn            | Nationalitet   | Tid     | Noteringar |
| --------- | ---- | --------------- | -------------- | ------- | ---------- |
| 1         | 4    | Ryan Murphy     | USA            | 1.54,52 |            |
| 2         | 3    | Luke Greenbank  | Storbritannien | 1.55,16 |            |
| 3         | 7    | Shaine Casas    | USA            | 1.55,35 |            |
| 4         | 5    | Brodie Williams | Storbritannien | 1.56,16 |            |
| 5         | 6    | Mewen Tomac     | Frankrike      | 1.56,35 |            |
| 6         | 2    | Ádám Telegdy    | Ungern         | 1.56,91 |            |
| 7         | 1    | Roman Mityukov  | Schweiz        | 1.57,45 |            |
| 8         | 8    | Benedek Kovács  | Ungern         | 1.58,52 |            |